# جورج مورهاوس
جورج مورهاوس (انگلیسی: George Moorhouse؛ ۴ مهٔ ۱۹۰۱ – ۱۳ ژوئن ۱۹۸۲) یک بازیکن فوتبال اهل ایالات متحده آمریکا بود.
وی همچنین در تیم ملی فوتبال ایالات متحده آمریکا بازی کرده‌است.